# Campeonato Paraguayo de Fútbol 1916
El Campeonato Paraguayo de Fútbol 1916 fue la décima edición de la Primera División de Paraguay. En esta edición el que terminaría siendo campeón sería Club Olimpia que terminaría levantando su tercer título. La novedad esta temporada fue que la LPF  terminaría admitiendo en la liga al Club Mariscal López, siendo así 7 la cantidad de participantes ese año. Tampoco habría descensos ese año, mientras que el ascendido fue Marte Atlético.

## Participantes
- Club Cerro Porteño
- Club Guaraní
- Club Mariscal López
- Club Nacional
- Club Olimpia
- Club River Plate
- Club Sol de América

## Clasificación final
| pos. | equipos             | pj | pts. |
| ---- | ------------------- | -- | ---- |
| 1    | Olimpia             | 12 | 22   |
| 2    | Guaraní             | 12 | 15   |
| 3    | Nacional            | 12 | 13   |
| 4    | Cerro Porteño       | 12 | 12   |
| 5    | River Plate         | 12 | 12   |
| 6    | Sol de América      | 12 | 7    |
| 7    | Club Mariscal López | 12 | 3    |

### Campeón
| Campeón: Olimpia 3.º título |